# Nannopterum
Nannopterum är ett fågelsläkte i familjen skarvar inom ordningen sulfåglar. Ursprungligen beskrevs det enbart för den morfologiskt avvikande och flygoförmögna galápagosskarven, men denna inkluderades sedan i Phalacrocorax. Efter genetiska studier som visar på relativt gamla klader inom Phalacrocorax delas detta släkte allt oftare upp i flera. Nannopterum har då återväckts, men då expanderats till att omfatta fler arter. I dagsläget ingår följande tre arter i släktet, alla förekommande i Amerika:
- Galápagosskarv (Nannopterum harrisi)
- Amazonskarv (Nannopterum brasilianum)
- Öronskarv (Nannopterum auritum)